# 山姆·马吉
山姆·马吉（1990年1月9日—），愛爾蘭男子羽毛球運動員。其胞兄丹尼尔·马吉和胞姊克洛伊·马吉同為羽毛球運動員。

## 簡歷
2009年4月，山姆·马吉代表爱尔兰参加義大利米蘭举办的歐洲青年羽毛球錦標賽，与青年期法国的西尔万·格罗斯让赢得欧青赛男双冠军。
2010年3月，山姆·马吉与克洛伊·马吉出战克羅地亞羽毛球國際賽，在混双準决赛以0比2（15-21、9-21）不敌克罗埃西亚的兹沃尼米尔·杜尔金雅克/斯塔萨·博萨诺维奇。同年5月，他与托尼·斯蒂芬森出战斯洛文尼亞羽毛球國際賽，在男双準决赛以0比2（18-21、16-21）不敌赛会头号种子、荷兰强档的鲁德·博世/科恩·雷德。同年9月，他与斯科特·埃文斯出战捷克羽毛球國際賽，在男双準决赛以1比2（19-21、21-19、19-21）惜败于赛会头号种子、英格兰的马库斯·埃利斯/彼得·米尔斯。同年12月，他与克洛伊·马吉出战愛爾蘭羽毛球國際賽，在混双準决赛以0比2（11-21、11-21）不敌丹麦的克里斯蒂安·约翰·斯科夫高/布莉塔·安德森。
2011年1月，山姆·马吉与克洛伊·马吉出战瑞典斯德哥爾摩羽毛球國際賽，在混双準决赛以0比2（16-21、18-21）不敌荷兰的戴夫·胡达巴克什/萨曼塔·巴宁。同年3月，他分别与托尼·斯蒂芬森以及克洛伊·马吉出战羅馬尼亞羽毛球國際賽，在男双决赛以2比0（21-13、21-14）击败了乌克兰的Mykola Dmytryshyn/维塔利·科诺夫，夺得其首个国际赛双打冠军；而混双决赛以2比1（21-12、18-21、21-18）力克赛会2号种子、奥地利的罗曼·泽恩沃德/伊丽莎白·巴利杜芙，首次加冕两项双打冠军。同年5月，他与克洛伊·马吉出战西班牙羽毛球公開賽，在混双準决赛以0比2（13-21、21-23）不敌赛会头号种子、丹麦的米克尔·德尔博·拉森/米尔·舍特-克里斯滕森。同年6月，他分别与托尼·斯蒂芬森以及克洛伊·马吉出战立陶宛羽毛球公開賽，在男双决赛以0比2（12-21、22-24）不敌赛会头号种子、波兰的卢卡斯·莫伦/沃伊切赫·苏库德拉尔塞克，赢得亚军；而混双决赛以2比1（21-9、15-21、21-19）击败了赛会头号种子、波兰的沃伊切赫·苏库德拉尔塞克/阿格涅什卡·维特科夫斯卡，赢得冠军。同年7月，他与克洛伊·马吉出战白夜羽毛球賽，在混双準决赛以1比2（21-10、19-21、18-21）不敌法国强档的巴蒂斯特·卡雷姆/奥德丽·方丹。同年9月，他与丹麦的Mikkel Elbjorn出战比利時羽毛球國際賽，在男双準决赛以0比2（11-21、16-21）不敌奥地利的于尔根·科赫/彼得·曹纳。同年11月，他与克洛伊·马吉出战挪威羽毛球國際賽，在混双决赛以2比0（21-17、21-16）击败了丹麦的拉斯马斯·邦德/玛丽亚·赫斯波，赢得冠军。
2012年12月，山姆·马吉与克洛伊·马吉出战土耳其羽毛球國際賽，在混双决赛以2比0（21-10、21-14）击败了德国的法比安·罗斯/珍妮弗·卡诺特，赢得冠军。
2013年4月，山姆·马吉与克洛伊·马吉出战荷蘭羽毛球國際賽，在混双决赛以1比2（14-21、21-18、17-21）不敌赛会头号种子、德国强档的麦克·福克斯/比尔吉德·迈克斯，赢得亚军。同年8月，他參加中國廣州舉行的世界羽毛球錦標賽，與克洛伊·马吉出戰混合雙打項目，在首圈就以0比2（15-21、12-21）負於荷蘭的约瑞特·德鲁伊特/萨曼塔·巴宁出局。同年9月，他与克洛伊·马吉出战比利時羽毛球國際賽，在混双準决赛以0比2（14-21、19-21）不敌赛会4号种子、丹麦的安德斯·斯考劳普·拉斯姆森/莉娜·格雷巴克。同年9月，他与克洛伊·马吉出战比利時羽毛球國際賽，在混双準决赛以0比2（14-21、19-21)不敌赛会4号种子、丹麦的安德斯·斯考劳普·拉斯姆森/莉娜·格雷巴克。同年10月，他与乔纳森·多兰出战愛爾蘭羽毛球未來系列賽，在男双决赛以2比0（21-12、21-9）击败了斯洛文尼亚的凯克·亚姆尼克/阿伦·罗伊，赢得冠军。
2014年4月，山姆·马吉与克洛伊·马吉出战芬蘭羽毛球公開賽，在混双準决赛以0比2（16-21、16-21）不敌赛会头号种子、丹麦强档的安德斯·斯考劳普·拉斯姆森/莉娜·格雷巴克。同年5月，他与克洛伊·马吉出战希臘羽毛球國際賽，在混双决赛以2比0（21-14、21-10）击败了保加利亚的布拉戈韦斯特·基斯耶夫/迪米特丽亚·博普斯托伊科娃，赢得冠军。同年6月，他与克洛伊·马吉出战加拿大羽毛球大獎賽，在混双準决赛以0比2（17-21、15-21）不敌赛会2号种子、德国强档的麦克斯·施文格尔/卡拉·尼尔特。同年8月，他分别与乔舒亚·马吉以及克洛伊·马吉出战巴西羽毛球大獎賽，在男双準決賽以0比3（10-11、5-11、7-11）不敌德国的麦克斯·施文格尔 /约舍·兹沃涅；而混双决赛以2比3（11-10、11-10、10-11、8-11、7-11）不敌赛会头号种子、德国强档的麦克斯·施文格尔/卡拉·尼尔特，赢得亚军。
2015年2月，山姆·马吉与克洛伊·马吉出战德國羽毛球黃金大獎賽，在混双準决赛以0比2（6-21、12-21）不敌赛会6号种子、丹麦的马德斯·皮勒尔·科尔丁/卡米拉·吕特·尤尔。同年6月，他代表爱尔兰参加亞塞拜然巴庫举办的歐洲運動會羽毛球比賽，在男双準決賽以0比2（5-21、9-21）不敌赛会2号种子、俄罗斯强档的弗拉基米尔·伊万诺夫/伊万·索松诺夫，赢得季军；而混双準決賽以0比2（12-21、21-23）不敌赛会4号种子、法国强档的加埃唐·米特莱尔泽/奥德丽·方丹，赢得季军。同年7月，他与克洛伊·马吉出战白夜羽毛球賽，在混双决赛以2比0（21-18、21-17）击败了波兰的罗伯特·马特斯亚克/娜蒂斯达·希尔巴，赢得冠军。同期7月，他分别与乔舒亚·马吉以及克洛伊·马吉出战拉各斯羽毛球國際挑戰賽，在男双準决赛以0比2（19-21、13-21）不敌赛会头号种子、波兰的亚当·克瓦林纳/普热梅斯瓦夫·瓦查；而混双準决赛以1比2（16-21、21-19、21-23）不敌波兰的罗伯特·马特斯亚克/娜蒂斯达·希尔巴。
2016年5月，山姆·马吉与乔舒亚·马吉出战斯洛文尼亞羽毛球國際賽，在男双决赛以2比1（21-9、20-22、21-18）击败了丹麦的马蒂亚斯·贝尔-斯密特/弗雷德里克·瑟高·莫滕森，赢得冠军。同年6月，他与乔舒亚·马吉出战加拿大羽毛球大獎賽，在男双準决赛以0比2（19-21、11-21）不敌加拿大的廖顯邦/吳駿義。
2017年4月，山姆·马吉代表爱尔兰参加丹麥科靈举办的歐洲羽毛球錦標賽，与克洛伊·马吉的混双準决赛以0比2（14-21、10-21）不敌赛会头号种子、丹麦强档的约金·费舍尔·尼尔森/克里斯汀娜·彼德森，赢得季军。同年6月，他与克洛伊·马吉出战西班牙羽毛球國際賽，在混双决赛以2比0（21-11、21-18）击败了荷兰强档的罗宾·塔博林/谢丽尔·塞尔宁，赢得冠军。同年8月，他參加苏格兰格拉斯哥舉行的世界羽毛球錦標賽，他和克洛伊·马吉出戰混合双打項目。首圈以2比0 （21-6、21-11）轻取美国的陳彥德/川崎優子。在次圈以2比1（21-13、16-21、21-15）逆转了赛会16号种子、日本的渡邊勇大 /東野有紗。在第三圈，以1-2（21-19、16-21、10-21）惜败于赛会3号种子、印尼强档的通托维·艾哈迈德/利利亚纳·纳西尔，16强止步。同年12月，他分别与乔舒亚·马吉以及克洛伊·马吉出战愛爾蘭羽毛球公開賽，在男双决赛以1比2（15-21、21-6、10-21）不敌赛会3号种子、苏格兰的亚历山大·邓恩/亚当·霍尔，赢得亚军；而混双决赛以0比2（16-21、13-21）不敌赛会2号种子、英格兰的格雷戈里·梅尔斯/珍妮·穆尔，赢得亚军。

## 主要比賽成績
只列出曾進入準決賽的國際賽事成績：
| 年份   | 賽事                       | 公開賽級別 | 項目     | 拍檔            | 成績   |
| ------ | -------------------------- | ---------- | -------- | --------------- | ------ |
| 2009年 | 歐洲青年羽毛球錦標賽       | 其他       | 男子雙打 | 西尔万·格罗斯让 | 冠軍   |
| 2009年 | 威爾斯羽毛球國際賽         | 國際系列賽 | 男子雙打 | 托尼·斯蒂芬森   | 準決賽 |
| 2009年 | 威爾斯羽毛球國際賽         | 國際系列賽 | 混合雙打 | 克洛伊·马吉     | 準決賽 |
| 2010年 | 克羅地亞羽毛球國際賽       | 國際系列賽 | 混合雙打 | 克洛伊·马吉     | 準決賽 |
| 2010年 | 斯洛文尼亞羽毛球國際賽     | 國際系列賽 | 男子雙打 | 托尼·斯蒂芬森   | 準決賽 |
| 2010年 | 西班牙羽毛球公開賽         | 國際挑戰賽 | 混合雙打 | 克洛伊·马吉     | 冠軍   |
| 2010年 | 捷克羽毛球國際賽           | 國際挑戰賽 | 男子雙打 | 斯科特·埃文斯   | 準決賽 |
| 2010年 | 愛爾蘭羽毛球國際賽         | 國際系列賽 | 混合雙打 | 克洛伊·马吉     | 準決賽 |
| 2011年 | 瑞典斯德哥爾摩羽毛球國際賽 | 國際挑戰賽 | 混合雙打 | 克洛伊·马吉     | 準決賽 |
| 2011年 | 羅馬尼亞羽毛球國際賽       | 國際系列賽 | 男子雙打 | 托尼·斯蒂芬森   | 冠軍   |
| 2011年 | 羅馬尼亞羽毛球國際賽       | 國際系列賽 | 混合雙打 | 克洛伊·马吉     | 冠軍   |
| 2011年 | 西班牙羽毛球公開賽         | 國際挑戰賽 | 混合雙打 | 克洛伊·马吉     | 準決賽 |
| 2011年 | 立陶宛羽毛球公開賽         | 國際系列賽 | 男子雙打 | 托尼·斯蒂芬森   | 亞軍   |
| 2011年 | 立陶宛羽毛球公開賽         | 國際系列賽 | 混合雙打 | 克洛伊·马吉     | 冠軍   |
| 2011年 | 白夜羽毛球賽               | 國際挑戰賽 | 混合雙打 | 克洛伊·马吉     | 準決賽 |
| 2011年 | 比利時羽毛球國際賽         | 國際挑戰賽 | 男子雙打 | Mikkel Elbjorn  | 準決賽 |
| 2011年 | 挪威羽毛球國際賽           | 國際挑戰賽 | 混合雙打 | 克洛伊·马吉     | 冠軍   |
| 2012年 | 土耳其羽毛球國際賽         | 國際系列賽 | 混合雙打 | 克洛伊·马吉     | 冠軍   |
| 2013年 | 荷蘭羽毛球國際賽           | 國際挑戰賽 | 混合雙打 | 克洛伊·马吉     | 亞軍   |
| 2013年 | 比利時羽毛球國際賽         | 國際挑戰賽 | 混合雙打 | 克洛伊·马吉     | 準決賽 |
| 2013年 | 愛爾蘭羽毛球未來系列賽     | 未來系列賽 | 男子雙打 | 乔纳森·多兰     | 冠軍   |
| 2014年 | 芬蘭羽毛球公開賽           | 國際挑戰賽 | 混合雙打 | 克洛伊·马吉     | 準決賽 |
| 2014年 | 希臘羽毛球國際賽           | 國際系列賽 | 混合雙打 | 克洛伊·马吉     | 冠軍   |
| 2014年 | 加拿大羽毛球大獎賽         | 大獎賽     | 混合雙打 | 克洛伊·马吉     | 準決賽 |
| 2014年 | 巴西羽毛球大獎賽           | 大獎賽     | 男子雙打 | 乔舒亚·马吉     | 準決賽 |
| 2014年 | 巴西羽毛球大獎賽           | 大獎賽     | 混合雙打 | 克洛伊·马吉     | 亞軍   |
| 2015年 | 德國羽毛球黃金大獎賽       | 黃金大獎賽 | 混合雙打 | 克洛伊·马吉     | 準決賽 |
| 2015年 | 歐洲運動會羽毛球比賽       | 其他       | 男子雙打 | 乔舒亚·马吉     | 銅牌   |
| 2015年 | 歐洲運動會羽毛球比賽       | 其他       | 混合雙打 | 克洛伊·马吉     | 銅牌   |
| 2015年 | 白夜羽毛球賽               | 國際挑戰賽 | 混合雙打 | 克洛伊·马吉     | 冠軍   |
| 2015年 | 拉各斯羽毛球國際挑戰賽     | 國際挑戰賽 | 男子雙打 | 乔舒亚·马吉     | 準決賽 |
| 2015年 | 拉各斯羽毛球國際挑戰賽     | 國際挑戰賽 | 混合雙打 | 克洛伊·马吉     | 準決賽 |
| 2016年 | 斯洛文尼亞羽毛球國際賽     | 國際系列賽 | 男子雙打 | 乔舒亚·马吉     | 冠軍   |
| 2016年 | 加拿大羽毛球大獎賽         | 大獎賽     | 男子雙打 | 乔舒亚·马吉     | 準決賽 |
| 2017年 | 歐洲羽毛球錦標賽           | 其他       | 混合雙打 | 克洛伊·马吉     | 季軍   |
| 2017年 | 西班牙羽毛球國際賽         | 國際挑戰賽 | 混合雙打 | 克洛伊·马吉     | 冠軍   |
| 2017年 | 愛爾蘭羽毛球公開賽         | 國際系列賽 | 男子雙打 | 乔舒亚·马吉     | 亞軍   |
| 2017年 | 愛爾蘭羽毛球公開賽         | 國際系列賽 | 混合雙打 | 克洛伊·马吉     | 亞軍   |
| 2018年 | 愛爾蘭羽毛球公開賽         | 國際系列賽 | 混合雙打 | 克洛伊·马吉     | 冠軍   |
| 2019年 | 西班牙羽毛球國際賽         | 國際挑戰賽 | 混合雙打 | 克洛伊·马吉     | 準決賽 |
| 2019年 | 歐洲運動會羽毛球比賽       | 其他       | 混合雙打 | 克洛伊·马吉     | 銅牌   |
| 2019年 | 白夜羽毛球賽               | 國際挑戰賽 | 混合雙打 | 克洛伊·马吉     | 亞軍   |
| 2019年 | 愛爾蘭羽毛球公開賽         | 國際挑戰賽 | 混合雙打 | 克洛伊·马吉     | 準決賽 |

| 2007-2017年 | 首要超級賽 | 超級賽 | 黃金大獎賽 | 大獎賽 | 國際挑戰賽 | 國際系列賽 | 未來系列賽 | 其他 |

| 2018-2026年 | 總決賽 | 超級1000賽 | 超級750賽 | 超級500賽 | 超級300賽 | 超級100賽 | 國際挑戰賽 | 國際系列賽 | 未來系列賽 | 其他 |

### 奧運會和世錦賽參賽紀錄
|          | 搭檔          | 2010 | 2011 | 2012 | 2013 | 2014 | 2015 | 2016 | 2017 | 2018 | 2019 |
| -------- | ------------- | ---- | ---- | ---- | ---- | ---- | ---- | ---- | ---- | ---- | ---- |
| 男子雙打 | 托尼·斯蒂芬森 | 48強 | 32強 | －   | －   | －   | －   | －   | －   | －   | －   |
| 男子雙打 | 乔舒亚·马吉   | －   | －   | －   | －   | －   | －   | －   | 48強 | －   | －   |
|          |               |      |      |      |      |      |      |      |      |      |      |
| 混合雙打 | 克洛伊·马吉   | 48強 | 32強 | －   | 48強 | 48強 | 16強 | －   | 16強 | 32強 | 48強 |